# 寡頭制の鉄則

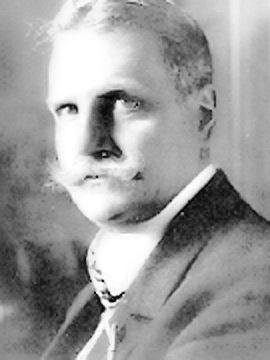
ロベルト・ミヒェルス、寡頭制の鉄則を考案した社会学者

寡頭制の鉄則（かとうせいのてっそく、独: ehernes Gesetz der Oligarchie、英: iron law of oligarchy）とは、ドイツ生まれのイタリアの社会学者ロベルト・ミヒェルスが1911年の著書『政党論』で最初に展開した政治哲学理論である。組織の「戦術的・技術的必要性」の一部として、エリートまたは寡頭制による支配が「鉄則」として民主主義組織内で不可避であると主張する。
ミヒェルスの理論によると、開始時にどれほど民主的であっても、すべての複雑な組織は最終的に寡頭制へと発展する。ミヒェルスは、十分に大規模で複雑な組織は純粋な直接民主主義として機能することができないため、組織内の権力は常にその集団内の個人に、選出されるかどうかにかかわらず委譲されることを観察した。『政党論』で彼が述べたように、「組織が被選出者に選出者への支配を与えるのである。[...]組織を語る者は、寡頭制を語るのである」。
ミヒェルスによると、すべての組織は最終的に、給与を受け取る行政官、行政機関、スポークスパーソンや政治コンサルタントとして機能することの多い指導者階級によって運営されるようになる。大衆のしもべであるどころか、ミヒェルスは、この指導者階級が組織の会員ではなく、必然的に組織の権力構造を支配するようになると論じる。情報へのアクセスを管理することで、権力者たちは、ほとんどの一般会員が組織の意思決定プロセスに対して示す政治的無関心、政治的疎外感、不参加のために、しばしばほとんど説明責任を負うことなく、自分たちの権力を中央集権的に確立することができる。指導者の地位を説明責任のあるものにしようとする民主的な試みは失敗しがちである。なぜなら、権力とともに忠実さに報いる能力、組織に関する情報を管理する能力、そして意思決定を行う際に組織が従う手続きを管理する能力が伴うからである。これらの仕組みはすべて、会員によって「民主的に」なされた決定の結果に強い影響を与えるために使用される。
1911年、民主的な運営に苦心する政党と労働組合の歴史からの逸話を用いて、ミヒェルスは自身の議論が間接民主主義全般に適用可能だと考えた。彼は「歴史的発展は、寡頭制の防止のために採用されたすべての予防的措置を嘲笑する」と信じていた。

## 歴史
1911年、ロベルト・ミヒェルスはパラドックス的に、ヨーロッパの社会主義政党が、その民主的イデオロギーと大衆参加の規定にもかかわらず、伝統的な保守政党と同じように指導者たちに支配されているように見えると論じた。ミヒェルスの結論は、問題は組織の本質そのものにあるというものだった。より自由主義的で民主的な現代は、革新的で革命的な目標を持つ組織の形成を可能にしたが、そのような組織がより複雑になるにつれて、ますます非民主的で非革命的になった。ミヒェルスは「寡頭制の鉄則」を定式化した：「組織を語る者は、寡頭制を語る」。
後に彼はイタリアのベニート・ムッソリーニのファシズム体制の重要なイデオローグとなり、ペルージャ大学で経済学を教えた。

## 理由
ミヒェルスは寡頭制の鉄則の根底にある複数の要因を強調した。ダーシー・K・リーチはそれらを「官僚制は起こる。官僚制が起こると、権力が台頭する。権力は腐敗する」と簡潔にまとめた。ミヒェルスが指摘したように、大規模な組織は、より大きくなるにつれてその効率性を維持するために官僚制を作り出さなければならない——多くの決定が日々なされなければならず、それは組織化されていない大勢の人々によってはなされ得ない。組織が効果的に機能するためには、中央集権化が起こらなければならず、権力は少数の手に渡ることになる。その少数者——寡頭制——は、自分たちの権力を保持し、さらに増大させるためにあらゆる手段を用いる。
ミヒェルスによると、この過程は、何千人、時には何十万人もの会員が参加民主主義を通じて決定を下すことができないため、委任が必要であることによってさらに複雑化する。これは現在まで、大勢の人々が集まって討論するためのテクノロジー的手段の欠如と、ミヒェルスが人々には指導される必要性を感じると論じた集団心理に関連する事項によって決定されてきた。しかし、委任は専門化——指導部における知識基盤、技能、資源の発展——につながり、これによってさらに指導部は一般会員から疎遠になり、指導部は職位に固執するようになる。ミヒェルスはまた、組織の指導者たちについて、「支配欲は[...]普遍的である。これらは基本的な心理学的事実である」と論じた。したがって、彼らは権力と支配を求めがちであった。
官僚制化と部門化が寡頭制の鉄則の背後にある推進プロセスである。これらは階層的組織における専門的管理者集団の台頭をもたらし、それが権威と意思決定の合理化とカリスマ的支配をもたらす。このプロセスは、最初にそしておそらく最も適切にマックス・ヴェーバーによって、その後ジョン・ケネス・ガルブレイスによって、そしてより皮肉な形でピーターの法則によって説明された。
官僚制は設計上、指導者による権力の中央集権化をもたらす。指導者たちはまた、制裁と報酬の管理も行う。彼らは自分たちの意見を共有する者を昇進させる傾向にあり、それは必然的に自己永続的な寡頭制へとつながる。人々は平均以上の政治的手腕を持っているために指導者の地位に就く（カリスマ的支配を参照）。彼らは経歴を積むにつれて、その権力と威信を増大させる。指導者たちはコミュニケーション経路を流れる情報を管理し、一般会員に知られたくないものを検閲する。指導者たちはまた、自分たちの見解の正しさを一般会員に納得させるために相当な資源を投入する。これはほとんどの社会と適合的である：人々は権威ある地位にある者に従うことを教えられる。そのため、一般会員はほとんど主導性を示さず、指導者が判断を下し、従うべき指示を出すのを待つ。

## 意味
「寡頭制の鉄則」は、当初どれほど民主的であっても、あらゆる形態の組織が最終的かつ必然的に寡頭制的傾向を発展させ、そのため真の民主主義は、特に大規模な集団と複雑な組織においては、実践的にも理論的にも不可能になることを述べている。小規模な民主主義における相対的な構造的流動性は、大規模な組織における「社会的粘性」に屈する。「鉄則」によれば、民主主義と大規模組織は両立しない。

## 事例と例外
ミヒェルスが著書で用いた例は、ドイツのドイツ社会民主党であった。

### 労働組合とリプセットの『組合民主主義』
寡頭制の鉄則の最もよく知られた例外の一つは、現在は解散した国際印刷工組合であり、これはシーモア・M・リプセットが1956年の著書『組合民主主義』で記述している。リプセットは、ITUに存在した官僚的寡頭制への傾向に対抗するとされる複数の要因を提示している。第一の、そしておそらく最も重要な要因は、組合が設立された方法に関係している。トップダウンで組織された他の多くの組合（例えば、CIOの全米鉄鋼労働組合（USWA）や数多くの他の職能別組合）とは異なり、ITUは国際組織が形成される遥か以前から、オートノミーを重視する多くの大規模で強力な地方組合を持っていた。この地方の自律性は、主に地方および地域市場で運営され、他の地理的地域からの競争がほとんどない印刷産業の経済によって強化された。大規模な地方組合は、国際組織の役員による侵食に対してこの自律性を慎重に守り続けた。第二に、派閥の存在が全国本部に存在した寡頭制的傾向に対するチェックとして機能した。チェックを受けない指導者は、より高額の給与とより豪華な生活様式を発展させる傾向があり、以前の仕事に戻ることを望まなくなる。しかし、浪費を暴露する準備のできた強力な反対派閥が存在したため、指導者は過度に寛大な個人的報酬を受け取ることはできなかった。これら二つの要因は、ITUの事例において説得力があった。
リプセットとその共同研究者たちは、一般的な職能別組合と特に印刷職人に特有の他の要因も挙げている。それには、仕事とライフスタイルに関する会員の同質性、職人としての自己認識、より中産階級的なライフスタイルと給与が含まれる。後者の点について、彼はアリストテレスを引用している。アリストテレスは、大規模で安定した中産階級が存在し、富と貧困の極端な差が大きくない場所で民主的な政体が最も可能性が高いと論じた。最後に、著者たちは、職場の仲間たちが余暇をより多く一緒に過ごすことにつながる不規則な労働時間に言及している。これらの後者の要因は、近年最も労働組合民主主義が発展している産業的組織形態の多くには当てはまらないため、説得力に欠ける。

### 大学学生組合
タイタス・グレゴリーは、個々の学生組合で構成されるカナダ学生連盟の民主集中制的構造が寡頭制を助長する様子を説明するためにミヒェルスの「鉄則」を使用している。
タイタス・グレゴリーは、今日の大学学生自治会は「寡頭制的傾向と民主的傾向の両方を示している」と論じる。労働組合とは異なり、学生自治会はイデオロギー的に多様な会員を持ち、独立性を守る独立したキャンパスメディアによって取材される競争的な民主的選挙を頻繁に行う。これらの要因は、ITUについてリプセットが記述したものに似た条件を作り出す、強力な民主化の影響力である。しかし、グレゴリーは、関与する学生の一時的な会員資格のために、学生組合は非常に非民主的で寡頭制的になる可能性もあると論じる。毎年、会員の4分の1から2分の1が入れ替わり、グレゴリーはこれが選出された学生指導者たちが制度的記憶と指導のために学生組合職員に依存するようになる状況を作り出すと論じる。多くの学生組合が一時的な会員から強制的な会費を徴収し、多くの小規模な大学および/または通学制キャンパスがほとんど説明責任なしにこの資金を徴収できるため、寡頭制的な行動が助長される。例えば、グレゴリーは、学生組合の選挙規則が「専制的な規則と規制の下で運営される」ことが多く、それらが権力を持つ者によって選挙の挑戦者候補を失格にしたり排除したりするために頻繁に使用されることを指摘している。グレゴリーは、学生組合は「関与する学生コミュニティ」、「独立した学生メディア」、「強力な情報公開の伝統」、そして選挙を公正に管理できる「偏りのない選挙当局」を持っていれば「寡頭制の鉄則に抵抗する」ことができると結論付けている。

### 参加型サブグループと対抗力
ジョナサン・フォックスの1992年のメキシコの農民組織に関する研究は、会員組織内の参加型サブグループが、少なくとも一時的に「寡頭制の鉄則」を緩和できる程度の対抗力を生み出す方法に焦点を当てている。

### ウィキペディア

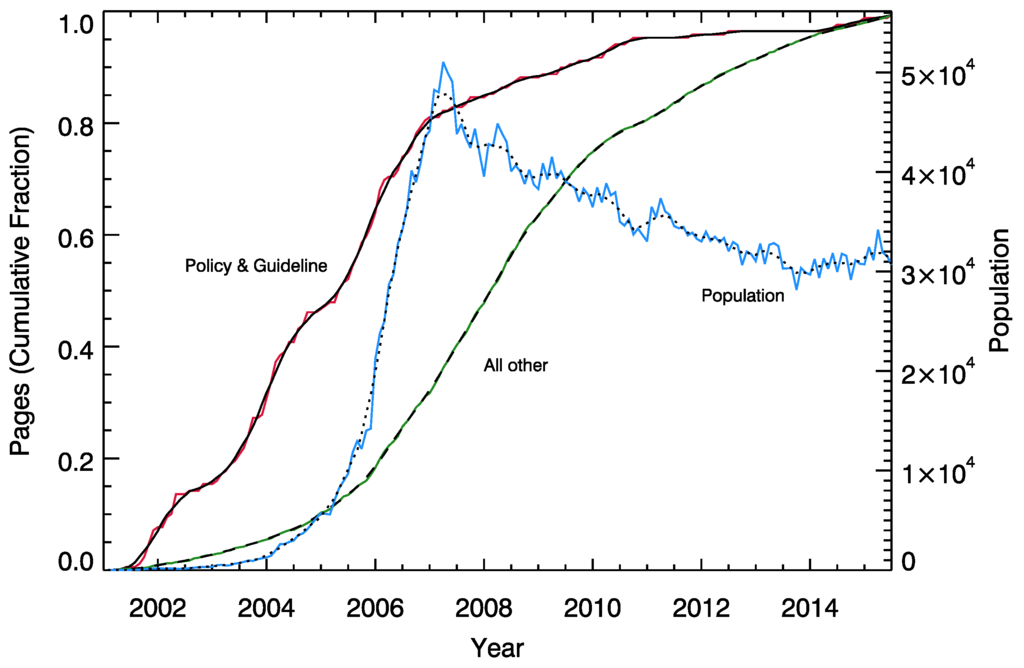
ウィキペディアの方針ページ（赤/実線）と非方針ページ（緑/破線）の累積的成長を、活動的な利用者数（青/点線）と重ねて表示したもの。方針の作成は大多数の利用者の到来に先行し、一方で、通常はエッセイやコメンタリーの形式をとる非方針ページの作成は、利用者数の増加に遅れをとっている。

2009年のピョートル・コニエチニによる研究は、ウィキペディアの検証可能性に関する方針の進化についての事例研究で、ウィキペディアは鉄則による重大な影響を受けていないと論じた。しかし、2016年のブラディ・ヒーバーリンとサイモン・デディオによる研究は、時間の経過に伴うウィキペディアの規範ネットワークの進化が寡頭制の鉄則と一致することを発見した。彼らの定量的分析は、10年以上にわたる記事と利用者の情報のデータマイニングに基づいている。それは、管理、記事の質、協働、書式設定、内容方針という5つの重要な「クラスター」における能力から派生した寡頭制の出現を示している。ヒーバーリンとデディオは次のように述べている：「百科事典の中核的規範は、中立性、検証可能性、礼儀正しさ、合意など、普遍的な原則に対応している。これらの抽象的概念の曖昧さと解釈可能性は、時間の経過とともにそれらが互いに乖離することを促進する可能性がある」。

## アドルフ・ガッサーの提案した解決策
1943年（ドイツ語による初版）に出版され、1947年（ドイツ語）に第2版が出された著書『ゲマインデの自由によるヨーロッパの救済』において、アドルフ・ガッサーは、ミヒェルスの寡頭制の鉄則の影響を受けずに安定を保つための代表民主制の要件として、以下を示した：
- 社会は下から上へと構築されなければならない。その結果として、社会は自由で武器によって自己防衛する力を持つ人々によって構築される。
- これらの自由な人々は地域共同体に参加するか形成する。これらの地域共同体は独立しており、財政的独立性を含み、自らの規則を決定する自由を持つ。
- 地域共同体はより上位の単位、例えば州に統合される。
- 階層的な官僚制は存在しない。
- これらの地域共同体間には、提供されるサービスや税金などについて競争が存在する。

## 受容
1954年、モーリス・デュヴェルジェはミヒェルスの主張に概ね同意を示した。1953年の研究で、C・W・カッシネリはミヒェルスの主要な主張は「高度な一般的信頼性」を持つと論じたが、理論の説明は「不十分」で、ミヒェルスの理論の証拠は「決定的でない」と論じた。1966年の論文で、政治学者ダンクワート・ルストウはミヒェルスの主張を「見事に誤ったより強い理由による論証」と表現した。ルストウは、ヨーロッパの社会民主主義政党の経験は他の政党に一般化できないと述べた。ジョサイア・オーバーは『民主主義と知識』において、古代アテネの経験はミヒェルスの議論が正しくないことを示していると論じる。アテネは大規模な参加型民主主義でありながら、階層的な競争相手を上回る成果を上げた。
2000年の論文によると、「現代の研究者たちが社会運動組織について全く問うことがある限りにおいて、彼らは通常、鉄則の議論に明示的に関与することなく、官僚化された確立された組織は目標と戦術においてより保守的であるというミヒェルスの主張を強化する傾向がある」。しかし、この研究は鉄則は可塑的であり、確立された労働組合は特定の状況下で活性化し、その会員の願望に沿った根本的な変化を経験する可能性があることを発見した。
2005年の研究によると、「この問題に関する1世紀近くの学術的議論にもかかわらず...ミヒェルスの主張がどのような条件下で正しいのか、あるいは正しいのかどうかについて、まだ合意が得られていない」。ひとつの批判は、権力は必ずしも組織の指導部を腐敗させるわけではなく、組織の構造が指導者をチェックできるというものである。もうひとつの批判は、ミヒェルスが自身の主張が反証される条件も、寡頭制を構成するものの明確な定義も示していないというものである。
ミヒェルスが用いた方法は、時として「決定的」または「最も可能性の低い」事例研究として特徴づけられてきた。なぜなら彼は、自身の理論を支持する可能性が最も低い事例（ドイツ社会民主党）を選んだからである（ドイツ社会民主党は民主的なプロセスとイデオロギーを持つ組織であったため）。
ミヒェルスの主張は、リプセット、トロウ、コールマンによる『組合の民主主義：国際印刷工組合の内部政治』（1956年）の出版により、戦後のアメリカで再び人気を集めた。

## その他
寡頭制の鉄則は、ジョージ・オーウェルのディストピア小説『1984年』に登場する架空の書籍『寡頭制的集産主義の理論と実践』の概念に類似している。オーウェルは数年前にジェームズ・バーナムの著書『管理者革命』の評論を書いていた。その架空の書籍は次のように始まる：
記録された時代を通じて、そしておそらく新石器時代の終わり以来、世界には3種類の人々が存在してきた。上層、中層、下層である。彼らは多くの方法で細分化され、数え切れないほどの異なる名前を持ち、その相対的な数や互いに対する態度は時代とともに変化してきた。しかし、社会の本質的な構造は決して変化していない。巨大な激変や一見不可逆的な変化の後でさえ、同じパターンが常に再び主張されてきた。それはちょうど、ジャイロスコープがどれほど一方向に押されても、常に平衡状態に戻るのと同じである

## 関連文献
- Osnos, Evan（英語版）, "Ruling-Class Rules: How to thrive in the power elite – while declaring it your enemy", The New Yorker, 29 January 2024, pp. 18–23. "In the nineteen-twenties... American elites, some of whom feared a Bolshevik revolution, consented to reform... Under Franklin D. Roosevelt... the U.S. raised taxes, took steps to protect unions, and established a minimum wage. The costs, [Peter] Turchin writes, 'were borne by the American ruling class.'... Between the nineteen-thirties and the nineteen-seventies, a period that scholars call the Great Compression（英語版）, economic equality narrowed, except among Black Americans... But by the nineteen-eighties the Great Compression was over. As the rich grew richer than ever, they sought to turn their money into political power; spending on politics soared." (p. 22.) "[N]o democracy can function well if people are unwilling to lose power – if a generation of leaders... becomes so entrenched that it ages into gerontocracy; if one of two major parties denies the arithmetic of elections; if a cohort of the ruling class loses status that it once enjoyed and sets out to salvage it." (p. 23.)